# Республиканский театр белорусской драматургии
Республиканский театр белорусской драматургии — драматический театр в Минске.

## История
Театр-лаборатория белорусской драматургии был создан в 1990 году с целью оказания практической помощи начинающим белорусским драматургам в деле постижения законов сцены. Первым руководителем театра стал заслуженный деятель искусств, лауреат Государственной премии РБ Валерий Мазынский.
Театр, оправдывая свое предназначение, ведет индивидуальную работу с драматургами, проводит репетиции, актёрско-сценические чтения пьес по ролям, семинары с привлечением режиссёров и других специалистов театра, способствует профессиональному становлению молодых авторов. Школу Театра белорусской драматургии прошли уже около четырёх десятков молодых авторов.
За годы существования Театр белорусской драматургии стал неотъемлемой частью культуры Беларуси. Театр может гордиться и открытием многих новых имен в режиссуре, а также именами ведущих режиссёров Беларуси, работавших в театре — В.Мазынского, В.Раевского, Н.Динова, В.Расстриженкова, Н.Пинигина, Р.Талипова, В.Анисенко, А.Гарцуева, Е.Корняга, Е.Аверковой и др. Значительный вклад в деятельность театра вносит народная артистка Беларуси Татьяна Мархель, заслуженные артисты Республики Беларусь Валентин Соловьев, Людмила Сидоркевич, Галина Чернобаева и др.
Республиканский театр белорусской драматургии хорошо известен не только в Беларуси, но и далеко за её пределами. На его счету многочисленные «гран-при» и престижные награды международных и республиканских фестивалей театрального искусства в Москве, Каире, Варшаве, Херсоне, Ялте, Вологде, Иркутске, Таганроге, Евпатории.
При театре действует Центр белорусской драматургии и режиссуры, в котором проводятся стажировки, мастер-классы, семинары, ряд иных мероприятий по оказанию практической помощи начинающим творцам театра.
С марта 2007 года при театре начал действовать Центр белорусской драматургии и режиссуры, который организовывает стажировки, мастер-классы, семинары, направленные на оказание практической и методической помощи начинающим творцам театра.
В 2010 году за высокие достижения в области театрального искусства и значительный вклад в развитие национальной культуры РТБД присвоено звание «Заслуженный коллектив Республики Беларусь».
Художественный руководитель театра — заслуженный деятель искусств РБ, Александр Фёдорович Гарцуев, директор — Светлана Валентиновна Карюкина.

## Руководство
- Валерий Мазынский — художественный руководитель театра (1993—2000)
- Валерий Анисенко — директор-художественный руководитель театра (2000—2012)
- Игорь Сигов — директор (2012 — 2014)
- Александр Гарцуев — художественный руководитель (с 2012 по настоящее время)
- Владимир Карачевский — (2014—2018)
- Светлана Карюкина — с 2018 по настоящее время.

## Фестивали и гастроли
- Международный тэатральный фестиваль «Мельпамена Таўрыі» (г. Херсон, Украина)[2].

## Награды
- Специальная премия Президента Республики Беларусь деятелям культуры и искусства (4 января 2018 года) — за значительный вклад в развитие театрального искусства, успешное проведение мероприятий, посвящённых 500-летию белорусского книгопечатания[3].
- В 2011 году на XIX фестивале «Славянские театральные встречи» в Брянске спектакль театра «Сонечка» в постановке режиссера Валерия Анисенко оказался единственным, отмеченным призом на фестивале за режиссуру, в тот год по решению жюри под председательством московского театроведа Геннадия Бирюкова спектакли и режиссёров вообще не стали награждать, только актёров[4].

## Расположение
Адрес: Республика Беларусь, 220002, г. Минск, ул. Кропоткина, 44.